# Canthigaster callisterna
Canthigaster callisterna е вид лъчеперка от семейство Tetraodontidae. Видът не е застрашен от изчезване.

## Разпространение и местообитание
Разпространен е в Австралия, Нова Зеландия, Нова Каледония и Остров Норфолк.
Обитава крайбрежията на океани и морета. Среща се на дълбочина от 30 до 240 m, при температура на водата от 18,3 до 26,5 °C и соленост 35,1 – 35,6 ‰.

## Описание
На дължина достигат до 23 cm.